# 托尔冈·阿扎尔
托尔冈·加奈尔·弗朗西斯·阿扎尔（法語：Thorgan Ganael Francis Hazard，發音：[tɔʁɡɑn azɑʁ]；1993年3月29日—）是比利时足球运动员，现效力於比甲球隊安德列治。比利时国家足球队成員。
他是伊登·夏薩特和基里安·阿扎尔的兄弟，司职进攻中场或翼锋。在入选了每一年龄组别的比利时青年国家足球队后，他于2013年5月首次代表成年组国家队对阵美国。效力于比利时俱乐部聚尔特瓦勒海姆的两个赛季，他于2014年1月荣获比利时金靴奖，这是一个表彰比利時足球甲級聯賽最佳球员的奖项，又于2014年5月当选年度最佳职业球员。

## 早年生活
阿扎尔出生于比利时埃诺省城市拉卢维耶尔，却成长于布赖讷勒孔特。他的名字来源于比利时报纸连环漫画《托尔加》，并在一个足球世家中长大。他的母亲卡琳（Carine）和父亲蒂埃里（Thierry）均为比利时足球运动员。他父亲作为防守中场，其大部分的球员生涯都效力于半职业化的比乙联赛俱乐部卢维耶尔皇家体育。他母亲则是参加比利时女子足球甲级联赛的一名前锋，并在怀有他哥哥三个月时退役。球员生涯结束后，父母双方又都成为了体育教师。其中蒂埃里于2009年从该岗位上离职，以便为孩子腾出更多的时间。
阿扎尔还有其他三个兄弟。其长兄艾登发迹于朗斯最大的竞争对手里尔，并现效力于西甲俱乐部皇家馬德里。阿扎尔的另两个胞弟是基里安和伊丹（Ethan）。其中基里安于2013年加盟布鲁塞尔皇家白星，但现效力于祖尔特瓦雷根；伊丹则身处艾登前东家蒂比兹的青训营。这个家庭生活在距离足球训练场“不超过三米”的地方，同时四兄弟为了磨练和发展他们的技能，经常冒险穿过一条窄巷前往训练场。

## 俱乐部生涯

### 早期生涯
阿扎尔于五岁时便在家乡俱乐部皇家布雷恩（Royal Stade Brainois）开始了自己的足球生涯。在该俱乐部度过五年的时光后，托尔冈又跟随哥哥去到圖比斯。在14岁时，仍在代表蒂比兹参加当地比赛的他被法国俱乐部朗斯所相中。类似于哥哥转投里尔，他的父母接受了来自朗斯的报价，以希望在法国能有更好训练条件。阿扎尔的父亲后来承认，由于艾登比托尔冈优秀得多，（后者）加盟法国北部的俱乐部是最好的解决方案，他指出这样“他们仍然可以离家很近，与此同时，在那里融入体系后他们可以获得更大发展。因为在比利时，年青人的训练较为空洞”。在效力俱乐部青训营的同时，阿扎尔也代表朗斯16岁以下青年队出赛，他与其他队友，例如謝菲·干度比亞和拉斐尔·瓦拉内一同赢得了16岁以下全国锦标赛的冠军。

### 朗斯
2010年4月7日，阿扎尔正式成为职业球员，他与朗斯签署了一份为期三年，至2013年6月届满的职业合同。在2010-11赛季，阿扎尔参与了一线队的季前训练。他于赛季前的首次亮相便在对阵比利时俱乐部皇家鲁瑟拉勒的友谊赛中取得入球，帮助己队以1比1战平对手。然而，阿扎尔在赛季开始后只能随预备队参加第四级别的法國業餘聯賽。他的业余联赛首秀发生于2010年8月8日，在以2比0战胜德朗西圣女贞德的比赛中替补登场。经过大半个赛季同时代表预备队参加业余联赛和代表19岁以下青年队参加甘巴德拉杯后，阿扎尔于2011年5月9日在一线队对阵波尔多的法乙联赛中首次入选大名单。但他最终没有在比赛中亮相，并且在2010-11赛季也无法取得一线队的出场机会。
2011-12赛季前，阿扎尔被固定晋升至一线队，并获分配22号球衣。他在一线队的首秀是在联赛首轮以0比2不敌兰斯的比赛中，于下半时替补登场。

### 切尔西
2012年7月24日，即阿扎尔的长兄艾登从里尔转会至英超俱乐部切尔西后不久，后者又在其官方网站上证实已与朗斯就托尔冈的转会达成协议。他在2012年8月17日的21岁以下英超联赛中首次亮相，帮助己队以0比0逼平曼城，而这也是他在离开切尔西之前唯一一次身披蓝色球衣作赛。2012年8月30日，阿扎尔被租借至比甲俱乐部聚尔特瓦勒海姆，为期一个赛季。这次租借可使他立即获得一线队的比赛经验，而不是由切尔西慢慢培养。

#### 租借至祖尔特瓦雷根
2012年8月30日，阿扎尔被租借至比甲俱乐部聚尔特瓦勒海姆直至2013年5月。他于2012年9月15日完成了首次亮相，在客场以1比0战胜旧赫纲尔莱鲁汶。他的首个入球则是2012年10月31日，在主场以4比1战胜皇家沙勒罗瓦的比赛中取得。2013年5月16日，阿扎尔完成了一次令人印象深刻的表演：因为他在瓦勒海姆的彩虹体育场对阵布鲁日的比赛中，先是利用点球首开纪录，之后再送出两次助攻，帮助己队以5比2击败对手。
2013年7月15日，聚尔特瓦勒海姆与切尔西达成协议，同意阿扎尔续租一年直至2013-14赛季末。同年7月27日，阿扎尔在对阵皇家利尔的比赛中射入一记任意球并送出一次助攻，帮助己队赢得赛季揭幕战。
8月2日，比利时俱乐部宣布阿扎尔将取代经验丰富的后卫达维·德法乌成为球队队长，招致了俱乐部一部分支持者的愤慨。这也使得移交给阿扎尔的队长袖标在不到24小时内即收回。事件发生后，有传闻报道指出，将托尔冈委任为队长是切尔西所规定的租借协议的条款之一。2013年11月28日，凭借阿扎尔的入球，聚尔特瓦勒海姆在欧洲联赛客场对阵威根竞技的小组赛中以2比1获胜。他被票选为聚尔特的赛季最佳球员，并且在所有参加的53场比赛中射入17球。

#### 租借至门兴格拉德巴赫
2014年7月5日，阿扎尔又被切尔西转租至德甲俱乐部门兴格拉德巴赫以备战2014-15赛季。根据他与门兴格拉德巴赫的租借协议，阿扎尔将身穿26号球衣。在2014年8月16日以3比1战胜洪堡的德国杯赛中，阿扎尔于第78分钟替换布拉尼米爾·赫爾戈塔登场完成首秀。随后，他于同年8月24日首次在德甲赛场亮相，在以1比1战平斯图加特的比赛中于第67分钟替补登场。
在2014年8月24日以7比0大胜萨拉热窝的欧洲联赛附加赛中，阿扎尔梅开二度，其中包括射入一记距离35码开外的任意球。9月24日，阿扎尔首次作为门兴格拉德巴赫的先发球员登场，在1比0战胜汉堡的比赛中直至第71分钟才被法比安·莊臣换下。
2014年12月6日，阿扎尔在对阵柏林赫塔的比赛中迎来自己的第二次德甲先发出场。他打满了90分钟，并在第10分钟助攻托尼·扬奇克打破僵局，以及在第83分钟射入制胜球，也是他的德甲首球。这场比赛他的团队以3比2获胜，终结了此前连续四场不胜的尴尬局面。

### 轉會至门兴格拉德巴赫
2015年2月23日，阿扎尔同意在7月1日永久转会至门兴格拉德巴赫。他签署了一份为期五年的合同，至2020年6月止，其中包括有切尔西的回购条款。该合同由四年组成，并顺延一年的选择权。转会费据报道达800万欧元，为切尔西原本购入时的16倍之多。

### 多特蒙德
2019年5月22日，阿扎尔以据报道为2550万欧元的转会费加盟多特蒙德，签订了一份为期五年的合同。

### 安德莱赫特
2023年9月6日，阿扎尔以据报道为400万欧元的转会费加盟比利时职业联赛俱乐部安德莱赫特，签订了一份为期三年的合同。

## 国家队生涯

### 青年队
阿扎尔是比利时青年国家足球队的选手，并曾入选过U16、U17和U18国家队。其中在U16梯队，阿扎尔是一位常规参与者。他在2008年9月16日于哈斯洛赫以5比0战胜德国的一项锦标赛中完成了国家队首秀。在球队下一场以3比0击败马其顿的比赛中，阿扎尔即射入1球。在U16梯队的其余活动中，他在对阵马耳他和波兰的比赛时都有入球。此外，阿扎尔还随队参加了2009年在土耳其举行的爱琴海杯，他打满了全部3场比赛，但比利时却在小组赛折戟。
由于随朗斯获得了更多的国内比赛经验，阿扎尔也被时任比利时U17梯队的主教练鲍勃·布洛维斯召入该队参加正式比赛。2009年8月，他随该队参加了每年一度在奥地利举行的国际青年锦标赛——托托杯。而在以1比1战平黑山的2009年歐洲U-17足球錦標賽的预选赛中，阿扎尔射入了他在该年龄梯队的唯一入球。随后，他又在2009年3月被召入队参加在这项赛事的精英资格赛（第二轮预选赛），阿扎尔参加了全部3场比赛，但比利时未能突围。
阿扎尔仅参加了一场U18梯队的比赛后便晋升至U19梯队，以备战2011年欧洲U-19足球锦标赛。在同年2月8日以1比0战胜白俄罗斯的友谊赛中，他完成了U19梯队首秀，并射入全场唯一入球。在3月27日的欧洲U-19锦标赛预选赛中，阿扎尔又利用点球射入一记制胜球，帮助己队以2比1战胜乌克兰。在这项赛事的精英资格赛阶段，他又作为首发打满了全部3场比赛。其中在对阵克罗地亚的第2场比赛中，比利时凭借阿扎尔在第88分钟射入的制胜球以3比2击败对手。这场胜利也使得比利时提前一轮出线，并最终以不败战绩突围精英资格赛。至2011年欧洲U-19足球锦标赛的决赛圈，阿扎尔共获得2次出场机会。其中在对阵西班牙的首场比赛中，阿扎尔曾助攻队友射入己队的唯一入球：他于下半场开局阶段的一脚远射被西班牙后卫阻截后，将球传给队友弗洛伦特·屈弗利耶，并由后者完成破门，但球队还是以1比4惨败。比利时最终在小组赛阶段以垫底的排位出局。
由于在2010-11赛季期间代表U19梯队参赛时尚未达到法定年龄，因此阿扎尔在2011-12赛季继续有资格参加该年龄段的比赛。在新赛季首场对阵丹麦的比赛中，阿扎尔凭借点球射入而以1比1战平对手。2011年9月7日，他又在4比1战胜土耳其的友谊赛中射入第2球。而在2012年欧洲U-19足球锦标赛预选赛阶段，阿扎尔以3个入球成为全队最佳射手。其中在对阵威尔士的首场比赛中，他的梅开二度帮助己队以3比0获胜；末战以3比1战胜苏格兰的比赛中，他又射入己方的第2球。至精英资格赛阶段，阿扎尔于三场小组赛中出战2场，而比利时最终也位居西班牙和意大利之后排名小组第三。

### 成年队
2013年5月16日，阿扎尔首次获得成年组国家队的征召，他入选了时任主教练马克·威尔莫茨的28人大名单，以备战接下来与美国的友谊赛和随后对阵塞尔维亚的世界杯预选赛。5月29日，阿扎尔完成了自己的成年组国家队首秀，在4比2战胜美国的友谊赛中，他于下半时替换羅馬路·盧卡古登场。
阿扎尔也是比利时参加2014年世界杯足球赛的7位备选球员之一。

## 榮譽

### 俱樂部
多特蒙德
- 德國盃冠軍：2020-21年[58]

 PSV燕豪芬
- 荷蘭盃冠軍：2022-23

### 國家隊
比利時
- 世界盃季軍 : 2018

## 生涯统计
最後更新：2019年2月23日
| 俱乐部         | 赛季     | 联赛 | 联赛 | 杯赛 | 杯赛 | 欧赛 | 欧赛 | 总计 | 总计 |
| 俱乐部         | 赛季     | 出场 | 入球 | 出场 | 入球 | 出场 | 入球 | 出场 | 入球 |
| -------------- | -------- | ---- | ---- | ---- | ---- | ---- | ---- | ---- | ---- |
| 朗斯           | 2011–12  | 14   | 0    | 2    | 0    | —    | —    | 16   | 0    |
| 聚尔特瓦勒海姆 | 2012–13  | 34   | 4    | 3    | 0    | —    | —    | 37   | 4    |
| 聚尔特瓦勒海姆 | 2013–14  | 39   | 14   | 4    | 1    | 10   | 2    | 53   | 17   |
| 聚尔特瓦勒海姆 | 总计     | 73   | 18   | 7    | 1    | 10   | 2    | 90   | 21   |
| 门兴格拉德巴赫 | 2014–15  | 28   | 1    | 4    | 1    | 9    | 3    | 41   | 5    |
| 门兴格拉德巴赫 | 2015-16  | 29   | 4    | 3    | 2    | 4    | 0    | 36   | 6    |
| 门兴格拉德巴赫 | 2016-17  | 23   | 6    | 2    | 1    | 8    | 4    | 33   | 11   |
| 门兴格拉德巴赫 | 2017-18  | 34   | 10   | 3    | 1    | -    | -    | 37   | 11   |
| 门兴格拉德巴赫 | 2018-19  | 22   | 9    | 2    | 3    | -    | -    | 24   | 12   |
| 门兴格拉德巴赫 | 总计     | 136  | 30   | 14   | 8    | 21   | 7    | 171  | 45   |
| 生涯总计       | 生涯总计 | 223  | 48   | 23   | 9    | 31   | 9    | 277  | 66   |